# قارچ سیاه

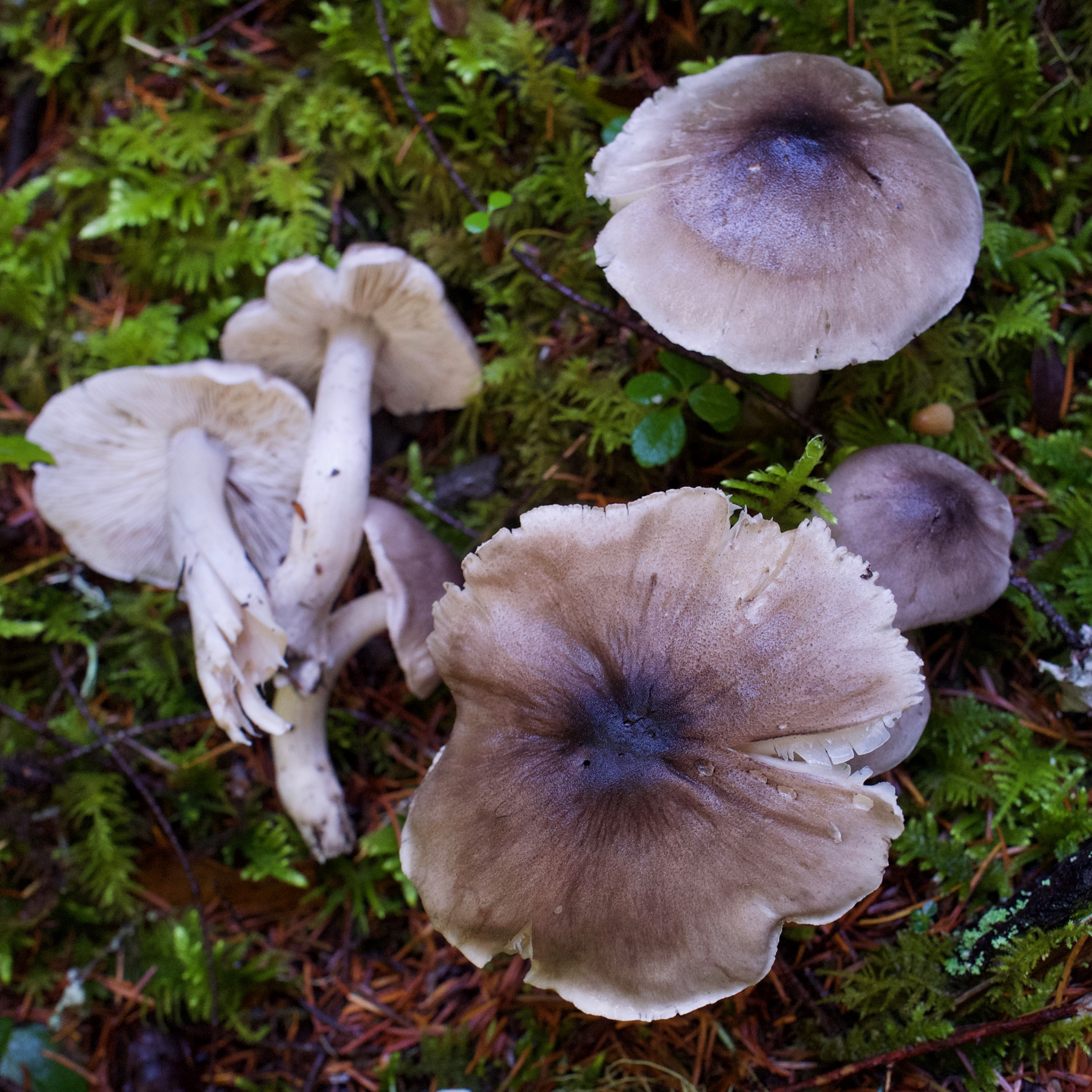
قارچ سیاه

قارچ سیاه (نام علمی: Tricholoma nigrum) نام یک گونه از سرده قارچ کرکی‌لبه است.
م دارد.
↵- مرگ در صورت درمان نشدن
 علائم ابتلا به قارچ سیاه 
- تب
- شکم درد و سینه درد
- تنگی نفس و سُرفه
- تورم صورت
- ضایعات سیاه روی بینی یا داخل دهان
- حالت تهوع و استفراغ
- خونریزی گوارشی
 عوارض ابتلا به قارچ سیاه 
- نابینایی و آسیب عصبی
- لخته شدن خون
- مرگ در صورت درمان نشدن